# 海陽原子力発電所
海陽原子力発電所（中国語: 海阳核电站、かいようげんしりょくはつでんしょ)は、中華人民共和国山東省海陽市にある原子力発電所。三門原子力発電所に次いでAP1000型原子炉が導入された2番目の発電所で、現在2基が運転中である。当初の予定では2014年に完成して運用を始める予定で、起工式は予定を1か月前倒しにして2008年7月30日に行われた。

## 経歴
1号炉の建設は2009年9月に始まり、2015年12月6日には1号機の圧力容器の耐圧テストが完了したと発表された。この時点では1号機の運転開始は2016年終盤頃の予定であったが、建設の遅れなどもあり、2018年8月8日にようやく初臨界を達成した。同日には2号機の燃料装荷が始まった。1号機はその後急ピッチで運転準備が進められ、2018年10月22日に商業運転を開始した。2号機も2019年1月9日に168時間の全出力連続運転試験を完了し、商業運転を開始した。 
3号機以降は国産化率を高めたCAP1000が建設される予定である。
2019年11月15日には、暖房用の地域熱供給システムの実証が始まった。これは2次系からの蒸気をさらに熱交換器を通した3次系以降の蒸気を煙台市の市営熱供給配管に流すもので、初年度には市内70万平方メートルの世帯に熱供給を行う要諦である。中国では深刻な大気汚染の対策として冬季の暖房熱源の脱石炭化を進めており、この地域熱供給システム実証もその一環である。

## 原子炉
| 原子炉            | 形式    | 建設開始       | 初臨界        | 送電網同期     | 商業運転       | 註     |
| ----------------- | ------- | -------------- | ------------- | -------------- | -------------- | ------ |
| フェイズ1         |         |                |               |                |                |        |
| 1号機 (Haiyang 1) | AP1000  | 2009年9月24日  | 2018年8月8日  | 2018年8月17日  | 2018年10月22日 | [ 12 ] |
| 2号機 (Haiyang 2) | AP1000  | 2010年6月21日  | 2018年9月29日 | 2018年10月13日 | 2019年1月9日   | [ 15 ] |
| フェイズ2         |         |                |               |                |                |        |
| 3号機 (Haiyang 3) | CAP1000 | 2018年（計画） |               |                |                | [ 8 ]  |
| 4号機 (Haiyang 4) | CAP1000 | 2018年（計画） |               |                |                | [ 8 ]  |
| フェイズ3         |         |                |               |                |                |        |
| 5号機 (Haiyang 5) | CAP1000 |                |               |                |                |        |
| 6号機 (Haiyang 6) | CAP1000 |                |               |                |                |        |
| 7号機 (Haiyang 7) | CAP1000 |                |               |                |                |        |
| 8号機 (Haiyang 8) | CAP1000 |                |               |                |                |        |